# Kékesi Mihály
Kékesi Mihály (1941. május 23. – 2018. augusztus 22. (k. n.)) négyszeres magyar bajnok labdarúgó, csatár.

## Pályafutása
A Vasas csapatában szerepelt. Tagja volt az 1960–61-es, az 1961–62-es, 1965-ös és 1966-os idényben bajnoki címet szerzett együttesnek. 1960-ban az ifjúsági UEFA-tornán aranyérmes csapat középcsatára volt.

## Sikerei, díjai
- Ifjúsági UEFA-torna
  - győztes: 1960
- Magyar bajnokság
  - bajnok: 1960–61, 1961–62, 1965, 1966